# Limenitis tracta
Limenitis tracta är en fjärilsart som beskrevs av Butler 1872. Limenitis tracta ingår i släktet Limenitis och familjen praktfjärilar. Inga underarter finns listade i Catalogue of Life.